# Rhypochares fallax
Rhypochares fallax är en skalbaggsart som beskrevs av Schmidt 1889. Rhypochares fallax ingår i släktet Rhypochares och familjen stumpbaggar. Inga underarter finns listade i Catalogue of Life.